# Huyền thoại bắt đầu
Huyền Thoại Bắt Đầu (tiếng Anh: Where The Legend Begins), tên gọi khác Lạc Thần, là một bộ phim truyền hình Hồng Kông do TVB phát hành ngày 24/06/2002. Phim dài 27 tập với sự tham gia của Thái Thiếu Phân, Mã Tuấn Vỹ, Trần Hào, Quách Thiện Ni.

## Giải thưởng và đề cử
Giải thưởng thường niên TVB (2002) 
- Nhân vật được yêu thích (Mã Tuấn Vỹ)
- Nhân vật được yêu thích (Thái Thiếu Phân)
- Nam diễn viên tiến bộ Nhất (Trần Hào)
- Đề cử: Nam diễn viên chính xuất sắc nhất (Mã Tuấn Vỹ) - Top 5
- Đề cử: Nữ diễn viên chính xuất sắc nhất (Thái Thiếu Phân) - Top 5

## Diễn viên
- Thái Thiếu Phân vai Chân Mật ( Chân Lạc)
- Mã Tuấn Vỹ vai Tào Tử Kiến
- Trần Hào vai Tào Tử Hoàn
- Quách Thiện Ni vai Quách Hoàn
- Lưu Đan vai Tào Tháo
- Lâm Vy Thần vai Dương Tu
- Mạch Trường Thanh vai Tào Tử Văn
- Irene Wong vai Thôi Phù
- June Chan vai Ấu Thiền
- Priscilla Ku vai Lưu Tích Tích
- Chu Gia-Cô Di vai Phân Phương
- May Kwong vai Tang Nhu
- Fung So Bor vai Chân Trương Thị
- Ching Hor Wai vai Ngụy Vũ Tuyên Hoàng Hậu
- John Tang vai Tào Duệ
- Mak Ka Lun vai Hán Hiến Đế
- Vương Vĩ Lương vai Chân Nghiễm
- Trịnh Tử Thành vai Tư Mã Ý